# Bala de punta hueca

Sección transversal de una bala de punta hueca; las proporciones son las de un cartucho de .22 rifle largo

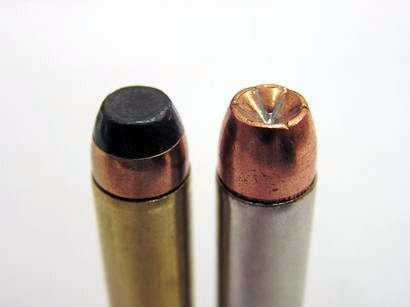
Cartuchos del calibre .357 Magnum. Izquierda: proyectil de punto blando encamisado (JSP). Derecha: proyectil de punta hueca con camisa (JHP). La JSP es una bala semi-encamisada, ya que la chaqueta no se extiende hasta la punta.

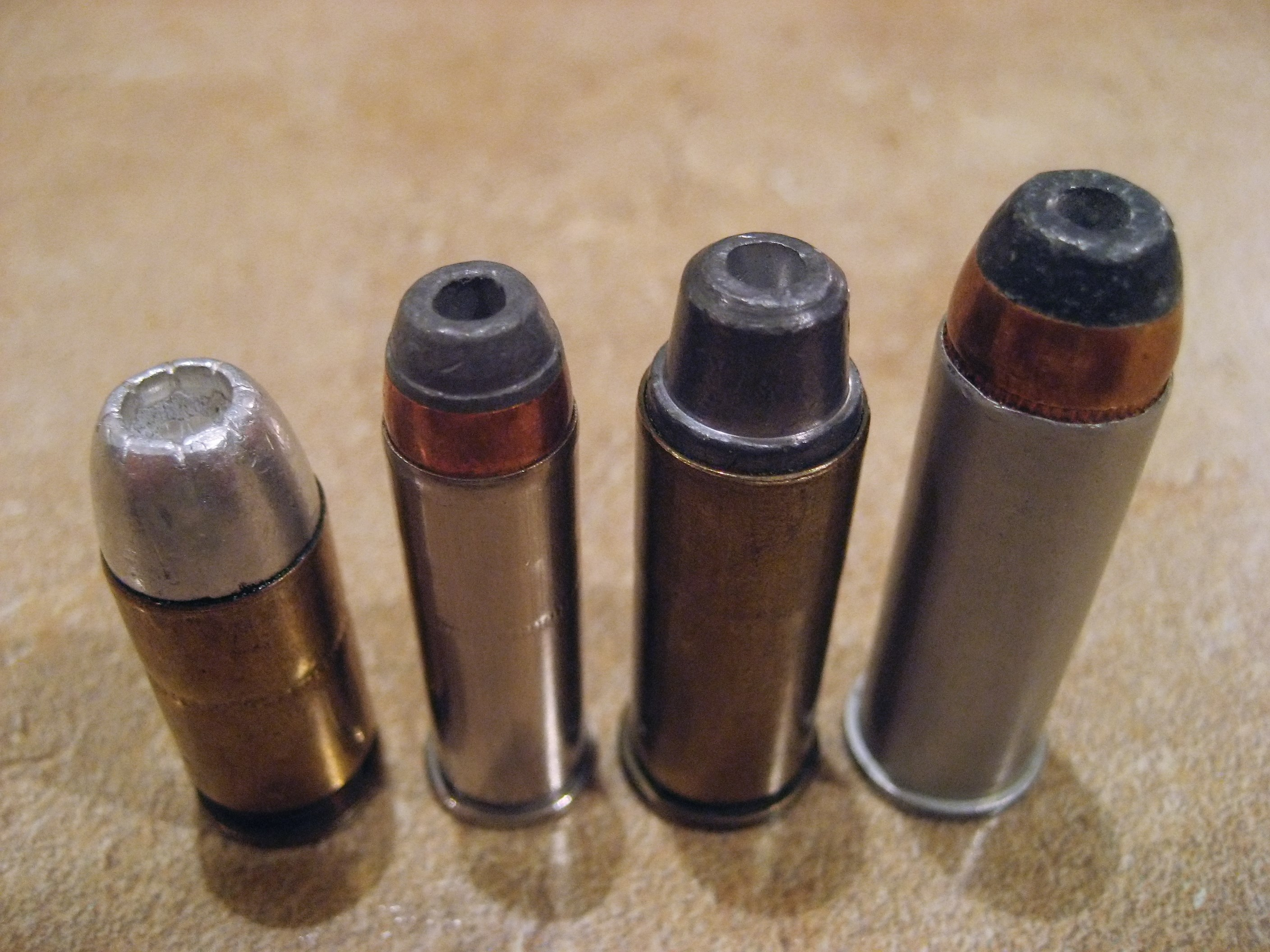
Varias puntas huecas: .45 Auto, .38 Special, .44 Special, .44 Magnum

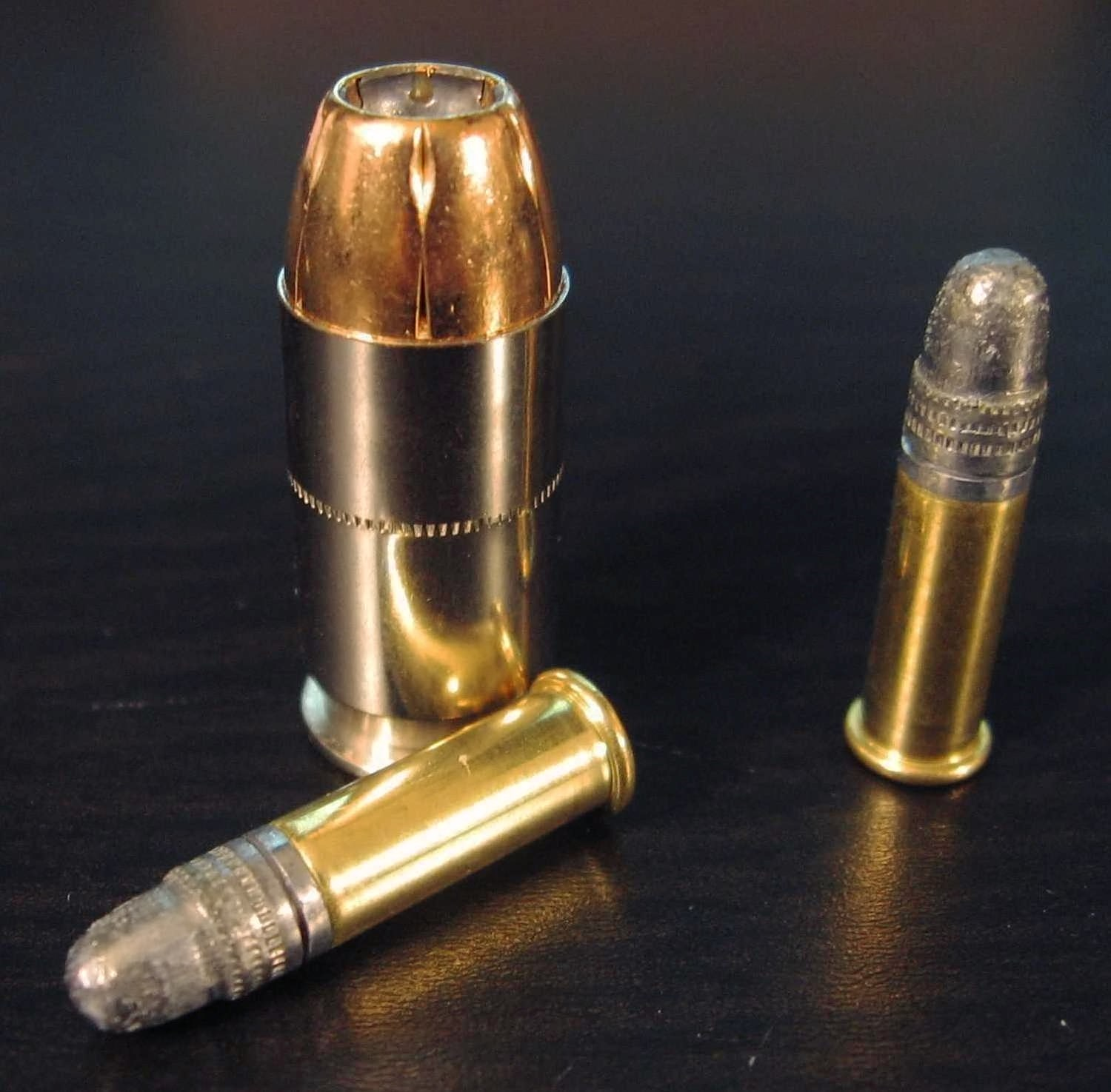
Cartucho de punta hueca .45 ACP Federal HST 230gr, con dos cartuchos de CCI Standard Velocity .22 LR para comparar

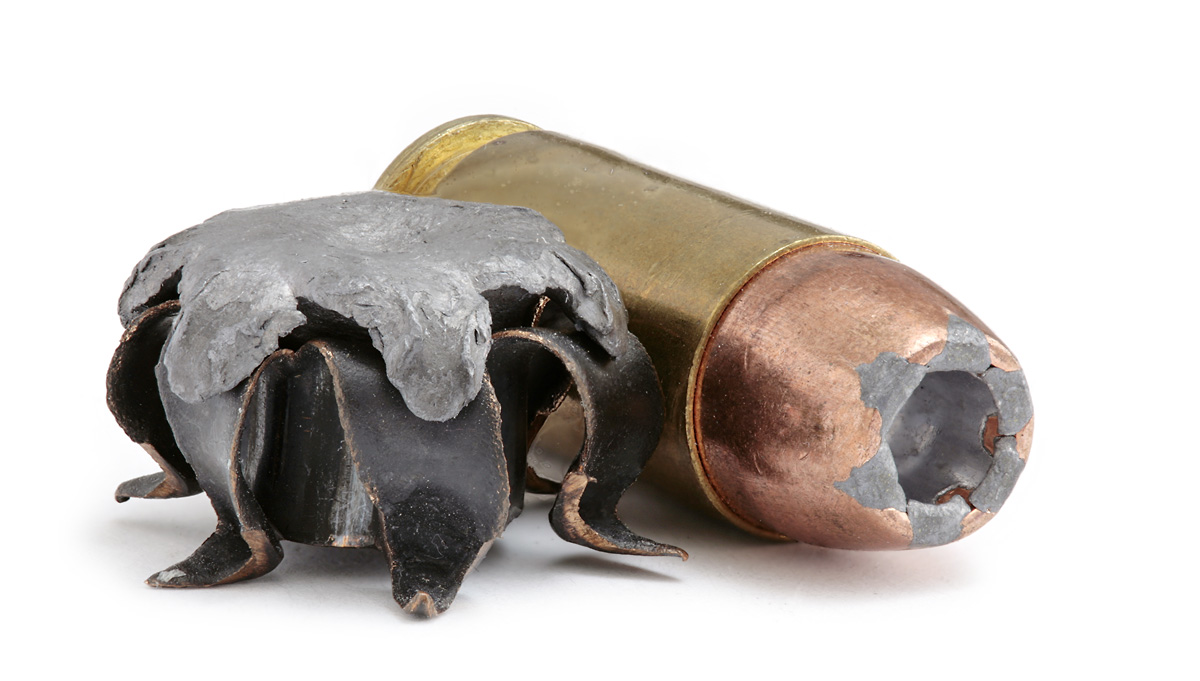
.40 S&W redondo, cartucho completo y bala expandida

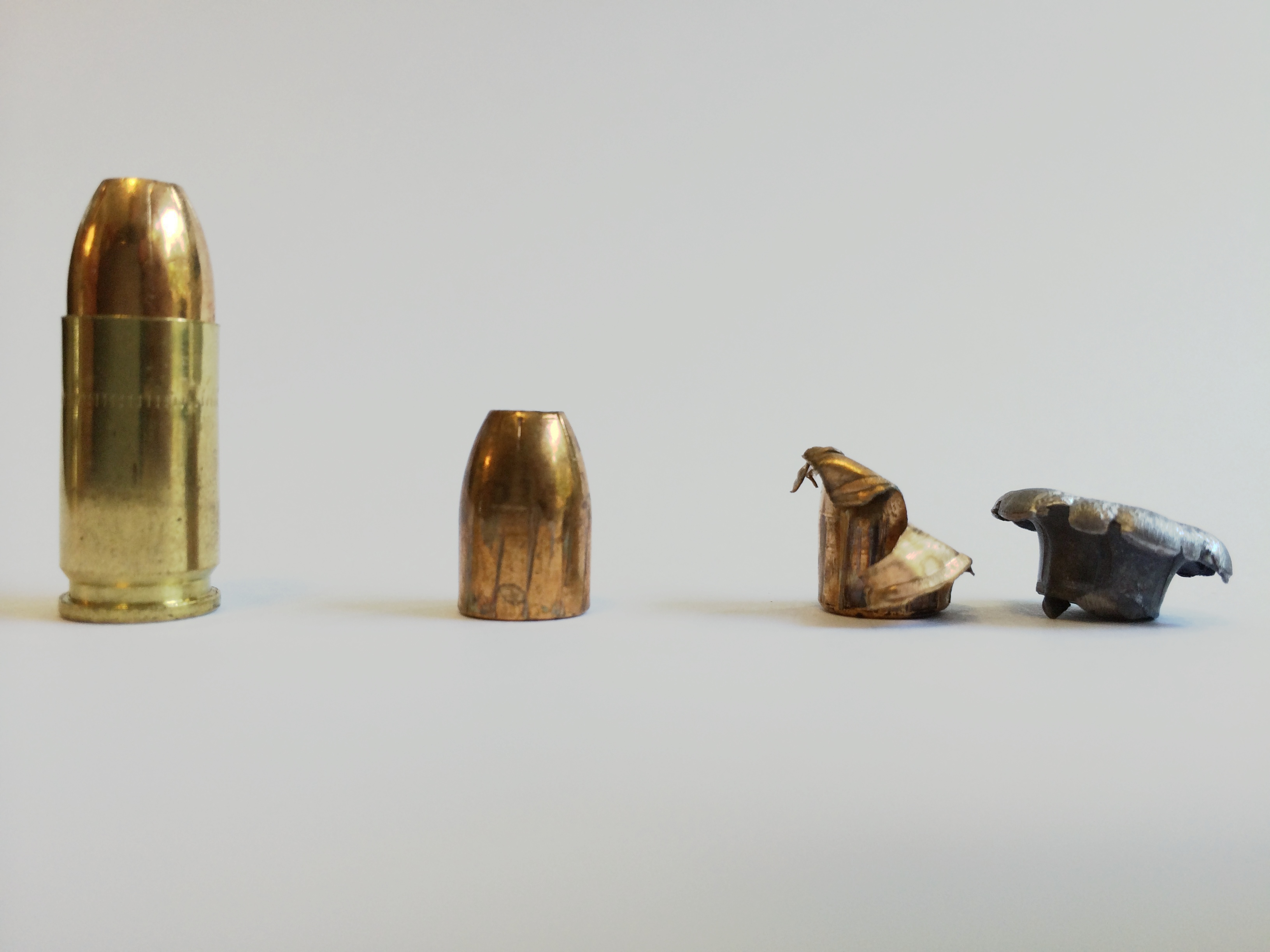
Un cartucho de punta hueca de 9mm, junto con balas expandidas y sin expandir. La bala de plomo expandido y la cubierta de cobre están separadas.

Una bala de punta hueca es un tipo de bala expansiva que se expande al impactar, provocando un golpe más letal sin penetrar más de lo necesario.
Las balas de punta hueca se utilizan para la penetración controlada, donde la penetración excesiva podría causar daños colaterales (como a bordo de un avión). En tiro al blanco, se utilizan para una mayor precisión debido al mayor meplat. Son más precisas y predecibles en comparación con las balas puntiagudas que, a pesar de tener un mayor coeficiente balístico (BC), son más sensibles a las características armónicas de la bala y la desviación del viento.
Las balas con punta de plástico son un tipo de bala (rifle) destinadas a conferir la ventaja aerodinámica de la bala Spitzer (por ejemplo, bala de muy baja resistencia) y el poder de frenado de las balas de punta hueca.

## Historia
Las balas de plomo sólido, cuando se lanzan a partir de una aleación blanda, a menudo se deformarán y proporcionarán cierta expansión si golpean el objetivo a alta velocidad. Esto, combinado con la velocidad y la penetración limitadas que se pueden lograr con las armas de fuego de avancarga, significaba que había poca necesidad de expansión adicional.
Las primeras balas de punta hueca se comercializaron a fines del siglo XIX como balas exprés y se ahuecaron para reducir la masa de la bala y proporcionar velocidades más altas. Además de proporcionar mayores velocidades, el hueco también proporcionó una expansión significativa, especialmente cuando las balas se fundieron en una aleación de plomo blanda. Originalmente destinados a rifles, los populares calibres .32-20 Winchester, .38-40 Winchester y .44-40 Winchester también se podían disparar en revólveres.
Con la llegada de la pólvora sin humo, las velocidades aumentaron y las balas se hicieron más pequeñas, más rápidas y más livianas. Estas nuevas balas (especialmente en rifles) necesitaban ser revestidas para manejar las condiciones de disparo. Las nuevas balas con camisa de metal completo tendían a penetrar directamente a través de un objetivo causando menos daño interno que una bala que se expande y se detiene en su objetivo. Esto condujo al desarrollo de la bala de punta blanda y más tarde balas de punta hueca encamisadas en el arsenal británico en Dum Dum, cerca de Calcuta, alrededor de 1890. Los diseños incluían el .303" Mk III, IV y V y el .455" Mk III "parahombres" Aunque tales diseños de balas fueron rápidamente prohibidos para su uso en la guerra (en 1898, los alemanes se quejaron de que violaron las leyes de la guerra), ganaron terreno constantemente entre los cazadores debido a la capacidad de controlar la expansión de los nuevos cartuchos de alta velocidad. En la munición moderna, el uso de puntas huecas se limita principalmente a la munición de pistola, que tiende a funcionar a velocidades mucho más bajas que la munición de rifle (del orden de 1000 pies por segundo (300 m/s) frente a más de 2000 pies por segundo). A velocidades de rifle, no se necesita una punta hueca para una expansión confiable y la mayoría de las municiones de rifle utilizan diseños de camisa cónica para lograr el efecto de crecimiento de hongos. En las velocidades de pistola más bajas, los diseños de punta hueca son generalmente el único diseño que se expandirá de manera confiable.
Los diseños modernos de balas de punta hueca utilizan muchos métodos diferentes para proporcionar una expansión controlada, que incluyen:
- Chaquetas que son más delgadas cerca del frente que en la parte trasera para permitir una fácil expansión al principio, luego una tasa de expansión reducida.
- Particiones en el medio del núcleo de la bala para detener la expansión en un punto dado.
- Unión del núcleo de plomo a la cubierta de cobre para evitar la separación y la fragmentación.
- Chaquetas acanaladas o debilitadas de otra manera para fomentar la expansión o fragmentación.
- Postes en la cavidad hueca para provocar la expansión hidráulica de la bala en el tejido. Si bien son muy efectivos en objetivos con ropa ligera, estos tipos de balas tienden a obstruirse con materiales de ropa pesados que dan como resultado que la bala no se expanda.
- Puntas huecas de cobre macizo, que son mucho más resistentes que el plomo revestido y proporcionan una expansión controlada y uniforme incluso a altas velocidades.
- Inserciones de plástico en el hueco, que proporcionan el mismo perfil que una ronda con camisa de metal completo (como la bala Hornady V-Max). El inserto de plástico inicia la expansión de la bala al ser forzado a entrar en la cavidad hueca al impactar.
- Inserciones de plástico en el hueco para proporcionar el mismo perfil para alimentar armas semiautomáticas y automáticas como una ronda con camisa de metal, pero que se separan al disparar mientras está en vuelo o en el cañón (como la ronda alemana Geco "Action Safety" de 9 mm)

## Mecanismo

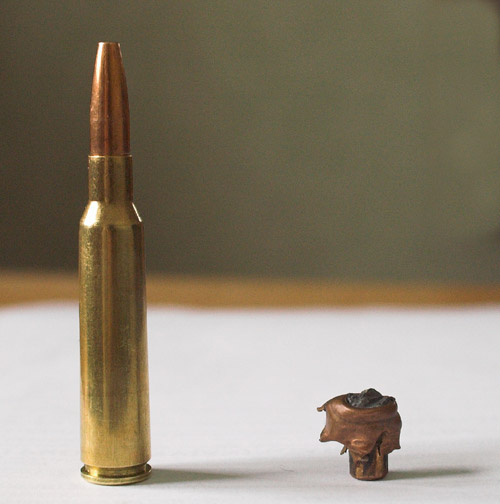
6,5 × 55 mm Sueco antes y después de expandirse. La base larga y el pequeño diámetro expandido muestran que se trata de una bala diseñada para una penetración profunda en la caza mayor. La bala de la foto atravesó más de la mitad de un alce antes de detenerse.

Cuando una bala de caza de punta hueca golpea un objetivo "blando", la presión creada en el hoyo obliga al material (generalmente plomo) alrededor del borde interior a expandirse hacia afuera, aumentando el diámetro axial del proyectil a medida que pasa. Este proceso se conoce comúnmente como formación de setas u hongos, porque la forma resultante, una nariz redondeada y ensanchada sobre una base cilíndrica, generalmente se parece a un seta.
El área de superficie frontal más grande de la bala expandida limita su profundidad de penetración en el objetivo y provoca un daño tisular más extenso a lo largo de la trayectoria de la herida. Muchas balas de punta hueca, especialmente aquellas destinadas para uso a alta velocidad en rifles de percusión central, están encamisadas, es decir, una parte de la bala con núcleo de plomo está envuelta en una capa delgada de metal más duro, como cobre, latón o acero dulce. Esta camisa proporciona resistencia adicional a la bala, aumenta la penetración y puede ayudar a evitar que deje depósitos de plomo dentro del orificio. En las balas de "expansión controlada", la camisa y otras características del diseño interno ayudan a evitar que la bala se rompa; una bala fragmentada no penetrará tan lejos.

## Precisión

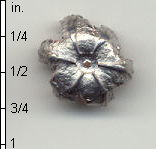
Una punta hueca con camisa Luger expandida de 124 granos y 9 × 19 mm

Para las balas diseñadas para tiro al blanco, algunas como la Sierra "Matchking" incorporan una cavidad en la punta, llamada meplat. Esto le permite al fabricante mantener una mayor consistencia en la forma de la punta y, por lo tanto, las propiedades aerodinámicas entre las balas del mismo diseño, a expensas de un coeficiente balístico ligeramente menor y una mayor resistencia. El resultado es una precisión general ligeramente menor entre la trayectoria de la bala y la dirección del cañón, así como una mayor susceptibilidad a la deriva del viento, pero una agrupación más cercana de los disparos posteriores debido a la consistencia de la bala, lo que a menudo aumenta la precisión percibida por el tirador.
El proceso de fabricación de balas de punta hueca también produce una base plana de forma uniforme en la bala que supuestamente aumenta la precisión al proporcionar una superficie de pistón más consistente para los gases en expansión del cartucho.

## Prueba

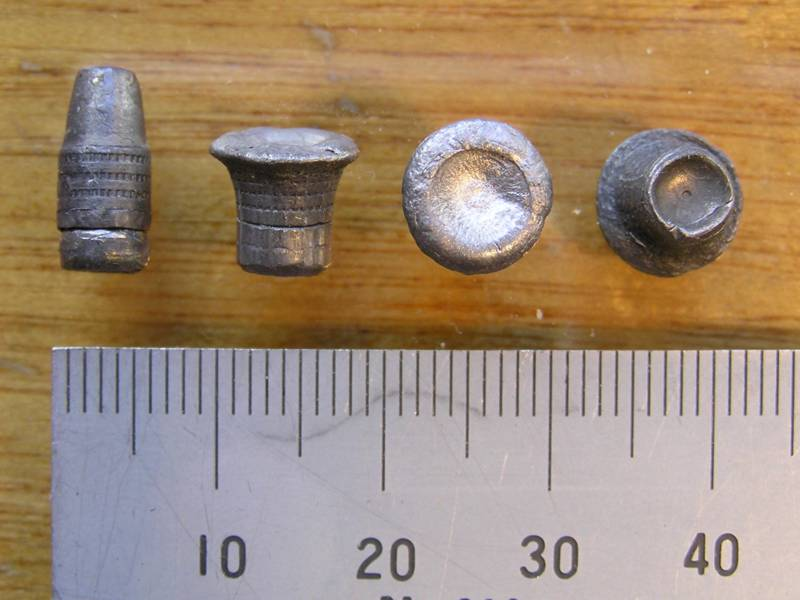
Tres dispararon balas de punta hueca calibre .22, recuperadas después de ser disparadas al agua. A la izquierda hay una bala del mismo tipo que no ha sido disparada.

Las pruebas de balística terminal de balas de punta hueca generalmente se realizan en gel balístico o algún otro medio destinado a simular tejido y hacer que una bala de punta hueca se expanda. Los resultados de las pruebas generalmente se dan en términos de diámetro expandido, profundidad de penetración y retención de peso. El diámetro expandido es una indicación del tamaño de la cavidad de la herida, la profundidad de penetración muestra si la bala puede alcanzar los órganos vitales y la retención de peso indica qué parte de la masa de la bala se fragmentó y separó del cuerpo principal de la bala. La forma en que se interpretan estos factores depende del uso previsto de la viñeta, y no existen métricas ideales acordadas universalmente.

## Legislación
La Convención de La Haya de 1899, Declaración III, prohibió el uso en la guerra internacional de balas que se expanden o aplanan fácilmente en el cuerpo. Es un malentendido común que las municiones de punta hueca están prohibidas por las Convenciones de Ginebra, ya que la prohibición es significativamente anterior a esas convenciones. La Declaración de San Petersburgo de 1868 prohibió los proyectiles explosivos de menos de 400 gramos, junto con las armas diseñadas para agravar a los soldados heridos o hacer inevitable su muerte.
A pesar de la prohibición generalizada del uso militar, las balas de punta hueca son uno de los tipos más comunes de balas utilizadas por civiles y policías, lo que se debe en gran medida al menor riesgo de que los transeúntes sean alcanzados por balas que penetran demasiado o rebotan y la mayor velocidad de incapacitación.
En muchas jurisdicciones, incluso en algunas como el Reino Unido, donde la expansión y cualquier otro tipo de munición solo se permite al titular de un certificado de armas de fuego, es ilegal cazar ciertos tipos de animales con munición que no se expande.

### Reino Unido
La mayoría de los tipos de municiones, incluidas las balas de punta hueca, solo están permitidas para un titular de un certificado de armas de fuego (FAC) de la sección 1. El titular de FAC debe tener el calibre en cuestión como un permiso válido en su licencia. Un certificado de armas de fuego válido permite que el titular use munición de bola, con camisa de metal, de punta hueca y con punta balística para uso de alcance y control de alimañas. Solo se emitirá un certificado de armas de fuego a cualquier persona que pueda proporcionar una buena razón a la policía para la posesión de armas de fuego y sus municiones. Hasta hace poco tiempo todas las municiones expansivas caían bajo la sección 5 de la Ley de Armas de Fuego de 1968 y solo se permitió cuando la policía ingresó las condiciones en un FAC. Esta condición permitiría utilizar munición expansiva para:
- la caza legal de ciervos
- el tiro a alimañas o, en el caso de llevar a cabo actividades en relación con la gestión de cualquier finca, otra vida silvestre
- la matanza humanitaria de animales
- el disparo de animales para la protección de otros animales o humanos

Algunos tipos de munición todavía están prohibidos en virtud de la sección 5 de la Ley de Armas de Fuego de 1968. La munición que explota al impactar o cualquier munición destinada a uso militar son ejemplos de esto.
Los calibres populares utilizados en el Reino Unido para el control de alimañas, zorros y ciervos son los siguientes: .223 Remington, .243 Winchester, .308 Winchester, .22-250 Remington, entre otros, todos con balas de punta hueca. Muchos calibres de percusión anular también utilizan munición expansiva, como .22 Long Rifle, .22 Winchester Magnum Rimfire y .17 HMR.

### Estados Unidos
Estados Unidos es una de las pocas potencias importantes que no estuvo de acuerdo con IV-3 de la Convención de La Haya de 1899 y, por lo tanto, puede usar este tipo de munición en la guerra, pero Estados Unidos ratificó la segunda (1907) IV Convención de La Haya. -23, que dice "Emplear armas, proyectiles o material calculado para causar sufrimientos innecesarios", similar al IV-3 de la primera Convención. Durante años, el ejército de los Estados Unidos respetó esta Convención y se abstuvo del uso de municiones expansivas, e incluso fabricó municiones especiales FMJ .22LR para usar en pistolas de alto estándar que se entregaron a los agentes de la OSS y las pistolas combinadas Savage Model 24 .22/.410 entregadas en la serie E de kits de supervivencia para tripulaciones aéreas. Después de anunciar la consideración del uso de munición de punta hueca para armas laterales, con una posible fecha de inicio de 2018, el ejército de los Estados Unidos comenzó la producción de munición de propósito especial M1153 para el de 9 × 19 mm Parabellum con una camisa de 147 granos (9,5 g). bala de punta hueca a 962 pies (293 m) por segundo para usar en situaciones en las que es necesaria una penetración excesiva limitada de los objetivos para reducir el daño colateral.
El estado de Nueva Jersey prohíbe la posesión de balas de punta hueca por parte de civiles, a excepción de las municiones que se posean en las propias viviendas, locales u otros terrenos que se posean o se posean, o para, mientras se viaja y se viaja hacia y desde la caza con una licencia de caza si es legal por lo demás. el juego concreto. La ley también exige que todas las municiones de punta hueca sean transportadas directamente desde el lugar de compra hasta la casa o las instalaciones propias, o el área de caza, o por miembros de un club de rifle o pistola directamente a un lugar de práctica de tiro, o directamente a un blanco autorizado. van desde el lugar de compra o la propia casa o local.
El ejército de los Estados Unidos utiliza munición de punta abierta en algunos rifles de francotirador debido a su precisión excepcional. W. Hays Parks, Coronel, USMC, Jefe de la Rama de Derecho Internacional del JAG, ha argumentado que esta munición no está prohibida por la convención militar en el sentido de que las heridas que produce son similares a las de la munición con camisa de metal en la práctica.

### Controversia de Winchester Black Talon

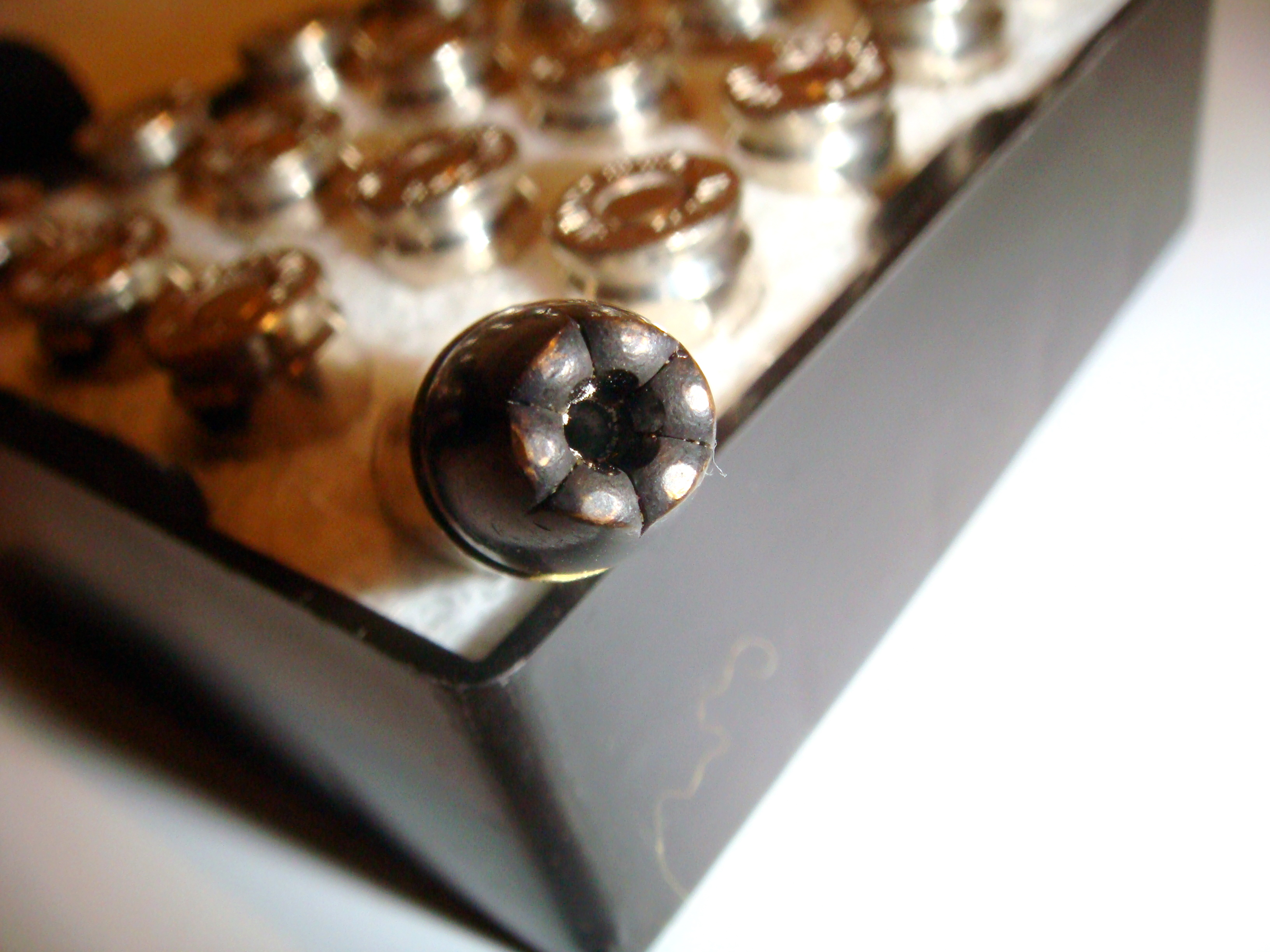
Imagen detallada de una bala Black Talon

A principios de 1992, Winchester introdujo el "Black Talon", una bala de pistola de punta hueca de nuevo diseño que utilizaba una cubierta cónica inversa especialmente diseñada. La chaqueta se cortó en el hueco para debilitarla intencionalmente, y estos cortes permitieron que la chaqueta se abriera en seis pétalos tras el impacto. El material grueso de la chaqueta evitó que las puntas de la chaqueta se doblaran tan fácilmente como una chaqueta de grosor normal. Las hendiduras que debilitaban la chaqueta dejaban formas triangulares en la punta de la chaqueta, y estas secciones triangulares de la chaqueta terminarían apuntando después de la expansión, lo que llevó al nombre "Talon". Las balas se recubrieron con un lubricante similar a la pintura de color negro llamado "Lubalox" y se cargaron en cajas de latón niquelado, lo que las hizo destacar visualmente de otras municiones.
El nombre del producto "Black Talon" de Winchester finalmente se usó contra ellos. Después del tiroteo masivo de 1993 en 101 California Street en San Francisco, la respuesta de los medios contra Winchester fue rápida. "Esta bala te mata mejor", dice un informe; "sus seis garras afiladas se despliegan al impactar, expandiéndose hasta casi tres veces el diámetro de la bala". El presidente del Colegio Estadounidense de Médicos de Emergencia (ACEP) planteó la preocupación de que los bordes afilados de la chaqueta podrían cortar la piel del personal médico y correr el riesgo de propagar enfermedades. Un portavoz de ACEP dijo más tarde que no estaba al tanto de ningún caso de este tipo.
Winchester respondió a las críticas de los medios a la línea Black Talon retirándola del mercado comercial y vendiéndola solo a distribuidores encargados de hacer cumplir la ley. Desde entonces, Winchester ha descontinuado la venta del Black Talon por completo, aunque Winchester fabrica municiones muy similares, el Ranger T-Series y el Supreme Elite Bonded PDX1.